# Brygada im. Jarosława Dąbrowskiego
XIII Brygada Międzynarodowa im. Jarosława Dąbrowskiego (potocznie: dąbrowszczacy) – ochotnicze oddziały wojskowe tworzone głównie przez Polaków (w tym emigrantów), a także inne osoby posiadające obywatelstwo II RP, uczestniczące w wojnie domowej w Hiszpanii w latach 1936–1939 i walczące w składzie Brygad Międzynarodowych po stronie wojsk republikańskich (wspieranych przez komunistyczny ZSRR) przeciwko zbuntowanym oddziałom nacjonalistycznym dowodzonym przez generała Francisco Franco, wspieranym przez nazistowski rząd III Rzeszy i faszystowski rząd Włoch.
W hiszpańskiej wojnie domowej poległo około 3000 Polaków, a ogółem po stronie republikańskiej walczyło około 5200 Polaków (w tym duża grupa emigrantów z Francji) oraz obywateli polskich spośród mniejszości narodowych, wśród których było 366 Ukraińców, 137 Białorusinów i 8 Litwinów.

## Historia

### Geneza
19 lipca 1936 grupa Polaków – emigrantów politycznych, zamieszkałych w Hiszpanii oraz uczestników międzynarodowej spartakiady robotniczej w Barcelonie – wstąpiła do milicji republikańskiej i, wraz z tak zwaną Centurią im. Ernsta Thälmanna (kompanią), wymaszerowała na front aragoński.
28 sierpnia 1936 dziewięciu górników polskich z Francji przekroczyło granicę francusko-hiszpańską i wzięło udział w obronie miasta Irúnu. Po jego opanowaniu przez wojska rebelianckie 4 września 1936 wycofali się oni na teren Francji, lecz wkrótce wrócili do Hiszpanii. W Barcelonie wspólnie z przybyłą z Paryża grupą Polaków (ze Stanisławem Matuszczakiem, Stanisławem Ulanowskim ps. „Bolek” i Antonim Kochankiem) 8 września 1936 utworzyli 36-osobowy oddział ciężkich karabinów maszynowych im. gen. Jarosława Dąbrowskiego w składzie tzw. kolumny Libertad (batalion). Od 11 września 1936 grupa ta walczyła na froncie, początkowo pod Talaverą, uczestniczyła w kontrataku na Pelahustan i odznaczyła się w obronie wzgórza Osso. 6 października 1936 kolumna Libertad została zmuszona do odwrotu w kierunku Madrytu, a następnie okrążona przez oddziały gen. Franco. Część oddziału, której udało się wyjść z okrążenia, wzięła następnie udział w obronie Madrytu, oraz w walkach pod Brunete i El Escorialem.
Pod koniec października 1936 grupa im. gen. J. Dąbrowskiego została skierowana do miejscowości Albacete, gdzie rozpoczęto tworzenie międzynarodowych brygad i gdzie później było ich dowództwo. Z przybyłej tam grupy 300 Polaków 24 października 1936 sformowano batalion im. gen. Jarosława Dąbrowskiego w składzie trzech kompanii po 100–120 ludzi. Jego dowódcą został Stanisław Ulanowski, a komisarzem politycznym Stanisław Matuszczak. Uzbrojenie batalionu składało się ze starych karabinów meksykańskich, 4 ciężkich karabinów maszynowych „Maxim” i granatów własnej produkcji wykonanych z puszek po konserwach. Tak jak wszystkie Brygady Międzynarodowe, XIII Brygada była organizowana i nadzorowana przez Komintern.

### Działania zbrojne
4 listopada 1936 batalion w składzie XI Brygady Międzynarodowej wysłano do Madrytu, do odwodu frontu. 8 listopada 1936 batalion skierowano na front, gdzie walczył na przedmieściach Madrytu w rejonie Ciudad Universitaria, nad rzeką Manzanares, w rejonie mostu Francuskiego. W czasie tych walk batalion poniósł znaczne straty i został częściowo wycofany w celu reorganizacji.
29 listopada 1936 batalion włączono w skład XIII Brygady Międzynarodowej pod dowództwem gen. „Lukacsa” Máté Zalka.

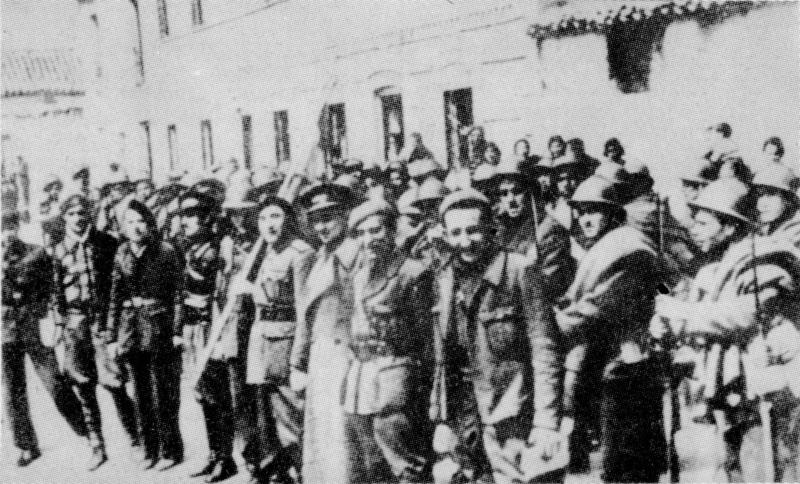
Dąbrowszczacy po bitwie pod Guadalajarą

28 grudnia 1936 batalion przerzucono pod Guadalajarę z zadaniem opanowania ważnego węzła drogowego Madryt–Saragossa oraz Madryt–Sigüenza i odcięcia wojskom rebelianckim walczącym pod Madrytem dróg do baz zaopatrzeniowych. 2 stycznia 1937 batalion opanował węzeł drogowy, a w trakcie walk śmiertelnie ranny został dowódca Antoni Kochanek. Jego następcą został Paweł Szkliniarz („Wiktor Kuźnicki”). Od 8 do 11 stycznia 1937 batalion w składzie XIII Brygady Międzynarodowej walczył na froncie pod Majadahondą, a następnie wycofano go do odwodu i uzupełniono.
7 lutego 1937 batalion przerzucony do Argandy i zajął pozycję w rejonie mostu na rzece Jarama – centralnego obiektu ataku wojsk gen. Franco w ich natarciu na Madryt od południa. Batalion w czasie bitwy odparł wszystkie ataki mimo znacznych strat.
Od 10 marca 1937 batalion walczył na froncie pod Guadalajarą przeciwko wojskom włoskiego korpusu interwencyjnego i 18 marca 1937, wraz z innymi oddziałami XI i XII Brygad Międzynarodowych zdobył Brihuegę. W kwietniu 1937 walczył ponownie nad rzeką Jarama w rejonie Morata de Tajuña i w Casa de Campo. Następnie wycofano go na odpoczynek. 1 maja 1937 otrzymał ofiarowany przez Komitet Centralny Komunistycznej Partii Polski sztandar z rąk Gustawa Reichera „Rwala”. W końcu maja 1937, wraz ze zgrupowaniem gen. „Lukacsa” został wysłany na front pod Hueskę, gdzie w dniach 11–16 czerwca 1937 wziął udział w nieudanym natarciu, ponosząc dotkliwe straty.
23 czerwca 1937 Batalion im. gen. Jarosława Dąbrowskiego został przeformowany w 150 Brygadę, której dowódcą został Hiszpan Fernando Gerasi, a komisarzem politycznym Stanisław Matuszczak. W skład brygady weszły bataliony:
- polski im. gen. Jarosława Dąbrowskiego
- węgierski im. Matyasa Rakosiego
- francusko-belgijski im. André Marty
- polski im. José Palafoxa (sformowany 6 lipca 1937).

W skład Batalionu im. José Palafoxa oprócz Polaków wchodzili także Hiszpanie, Ukraińcy (zgrupowani w kompanii im. Tarasa Szewczenki) i Żydzi (zgrupowani w kompanii im. Naftalego Botwina).
W lipcu 1937 brygada pod dowództwem Józefa Strzelczyka „Jana Barwińskiego” walczyła pod Brunete, w sierpniu na froncie aragońskim.
W sierpniu 1937 w skład brygady włączona została polska kompania im. Adama Mickiewicza, która od początku 1937 walczyła w składzie 9 Batalionu im. Czapajewa pod Teruelem, w obronie Almerii, na froncie Grenady i Kordowy, a następnie w operacji zaczepnej pod Brunete. Wcielono ją jako 1 kompanię do Batalionu im. José Palafoxa.
8 sierpnia 1937 roku 150 Brygada została przemianowana na XIII Brygadę Międzynarodową im. Jarosława Dąbrowskiego, a kompanię im. Adama Mickiewicza wydzielono z Batalionu im. José Palafoxa i przekształcono w polski 3 Batalion im. Adama Mickiewicza. W końcu sierpnia brygada walczyła pod Saragossą, gdzie wyróżniła się śmiałym wypadem na Villamayor de Gallego.
Od września 1937 brygada znajdowała się w odwodzie frontu. W dniach 12–18 października 1937 walczyła pod Fuentes del Ebro, a w grudniu 1937 na odcinku Tardienta-Ziera w górnej Aragonii w celu odciążenia Teruelu, co umożliwiło 24 grudnia 1937 zdobycie Teruelu.
W lutym 1938 brygada brała udział w ofensywie wojsk republikańskich w Estremadurze. 16 lutego 1938 brygada rozpoczęła walki o łańcuch górski Sierra Quemada, wdzierając się w ugrupowanie wojsk frankistowskich i przełamując ich obronę, lecz kontrnatarcie wojsk gen. Franca doprowadziło do odcięcia i zniszczenia części brygady. Na początku marca 1938 brygadę skierowano na front aragoński, gdzie uczestniczyła w walkach obronnych i odwrotowych w składzie 35 dywizji międzynarodowej dowodzonej przez gen. „Waltera” (Karola Świerczewskiego).
21 lipca 1938 brygada została skierowana nad rzekę Ebro, gdzie dowództwo wojsk republikańskich przygotowywało przeciwnatarcie w celu powstrzymania ofensywy wojsk frankistowskich (bitwa nad Ebro). 25 lipca 1938 brygada sforsowała rzekę Ebro, włamując się głęboko w pozycje wojsk frankistowskich, i podeszła pod Gandesę, gdzie walczyła przez 2 miesiące. Za udział w walkach nad rzeką Ebro brygada otrzymała zbiorczy Medalla del Valor.
Oprócz Polaków walczących w XIII Brygadzie Międzynarodowej, Polacy byli także organizatorami polskich baterii artylerii: im. Walerego Wróblewskiego (utworzonej 16 grudnia 1937) i im. Bartosza Głowackiego (utworzonej w lipcu 1937), które wchodziły w skład 1 Międzynarodowego Słowiańskiego Dywizjonu Artylerii Ciężkiej, walczyli w baterii artylerii przeciwlotniczej im. Karla Liebknechta, zajmowali stanowiska dowódców i komisarzy w 129 Brygadzie Międzynarodowej, 35 i 45 dywizji oraz w szeregu innych jednostek wojsk republikańskich.

### Demobilizacja i internowanie we Francji

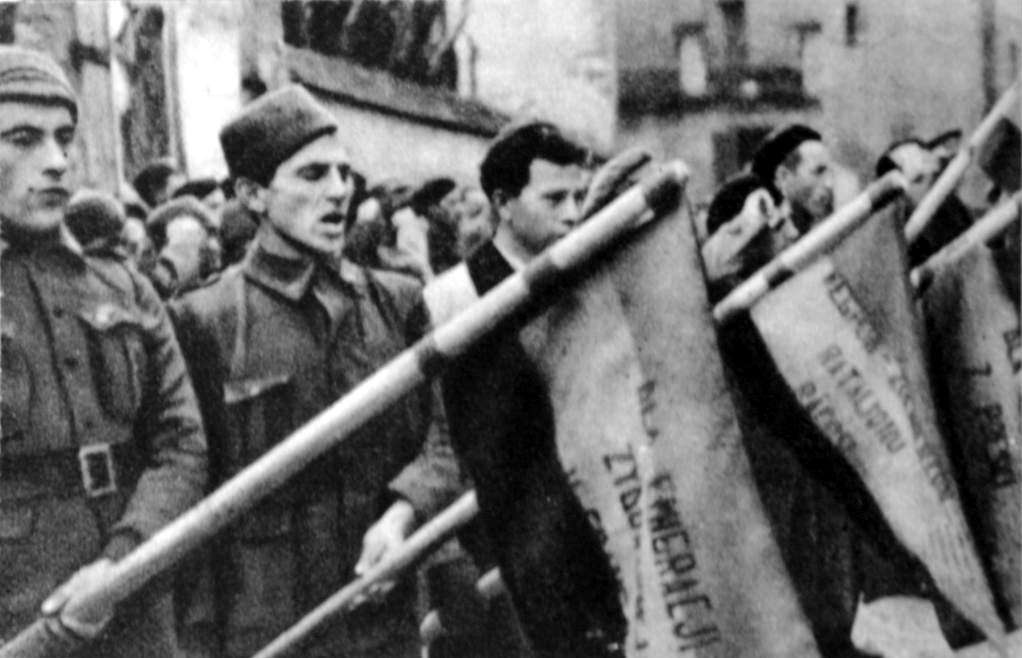
Dąbrowszczacy, przed wycofaniem z Hiszpanii, przysięgają wierność sprawie Republiki

24 września 1938 rząd Republiki Hiszpańskiej, pod naciskiem Ligi Narodów, wycofał jednostki międzynarodowe z linii frontu, a następnie zdemobilizował je w październiku 1938.
W styczniu 1939 ponownie jednak żołnierze brygady zgłosili się do dyspozycji rządu i 24 stycznia 1939 brygadę skierowano na front kataloński, gdzie walczyła jeszcze dwa tygodnie. 9 lutego 1939 żołnierze XIII Brygady Międzynarodowej, wraz z pozostałymi oddziałami brygad międzynarodowych, przekroczyli granicę Francji. Z ponad 2 tysięcy Polaków, którzy trafili do Francji, około 1100 zostało internowanych.
Internowani byli między innymi w obozach w Gurs i Vernet. Ponieważ rząd polski ochotnikom z Polski uczestniczącym w wojnie domowej w Hiszpanii odmówił prawa powrotu do kraju i pozbawił ich obywatelstwa polskiego, dopiero po wybuchu II wojny światowej mogli wrócić do Polski lub wstąpić w szeregi armii polskiej tworzonej we Francji (po decyzji gen. Władysława Sikorskiego). W czasie wojny część dąbrowszczaków przedostała się do Polski i wstąpiła do Gwardii Ludowej i Armii Ludowej. Część wstąpiła do francuskiego ruchu oporu, a reszta została wywieziona przez kolaborujące z Niemcami władze Vichy do obozów w Algierii. Uwolnieni z obozu latem 1943, dostali się do ZSRR i wstąpili do 1 Armii.

### Stanowisko rządu polskiego w sprawie udziału Polaków w wojnie domowej w Hiszpanii
Według art. 11 ustawy o obywatelstwie z 1920 roku, która zabraniała obywatelom Rzeczypospolitej Polskiej służby w obcej armii bez odpowiedniego zezwolenia władz polskich, ochotnicy automatycznie utracili obywatelstwo polskie z chwilą zaciągu do Brygady Międzynarodowej. 11 marca 1938 w Dzienniku Ustaw ukazało się Rozporządzenie Ministra Spraw Wewnętrznych RP z 26 lutego 1938 ostrzegające o możliwości utraty obywatelstwa polskiego przez osoby posiadające obce obywatelstwo lub służące w obcym państwie (na stanowiskach publicznych albo w wojsku) bez zgody polskiego wojewody i władz wojskowych, co dotyczyło również wojskowych ochotników wojny domowej w Hiszpanii, którym ostatecznie polskie obywatelstwo odebrano. W piśmie MSW z 1939 o Polakach uczestniczących w wojnie w Hiszpanii napisano: Zrozumiałym jest, że napływ do kraju tego rodzaju elementu wywrotowego jest zdecydowanie niebezpieczny i z tego tytułu wyraźnie szkodliwy.
W marcu 1939 r. Dąbrowszczacy wystosowali do Prezydenta RP memoriał, w którym domagali się anulowania zarządzeń, na mocy których uniemożliwiono im powrót do kraju oraz odebrano obywatelstwo polskie. Wskazując na groźbę agresji hitlerowskiej i konieczność jedności wszystkich sił patriotycznych, Dąbrowszczacy wyrazili swą gotowość walki w obronie niepodległości. W okresie od marca do września 1939 r. Dąbrowszczacy wielokrotnie zwracali się z listami o podobnej treści do ambasadora RP w Paryżu oraz konsulów w Paryżu i Tuluzie. Władze sanacyjne pozostawiały jednak bez odpowiedzi wszystkie listy i apele. Wrzesień zastał Dąbrowszczaków w obozach.

### Inne
Polacy biorący udział w wojnie domowej w Hiszpanii posiadali własną prasę wydawaną w języku polskim:
- „Dąbrowszczak” (początkowo nosił nazwę „Dąbrowszczyk”) – pismo Batalionu im. Jarosława Dąbrowskiego, później także brygady do czasu, gdy zaczęto wydawać „Ochotnika Wolności”
- „Bartoszak” – pismo Baterii im. Bartosza Głowackiego
- „Naprzód” – pismo Batalionu im. José Palafoxa
- „Żołnierz Wolności” – pismo Batalionu im. Adama Mickiewicza
- „Ochotnik Wolności” (hiszp. El Voluntario de la Libertad) – oficjalny organ prasowy XIII Brygady Międzynarodowej im. Jarosława Dąbrowskiego

Oprócz prasy dąbrowszczacy mieli też swój marsz:
Nie zabraknie z nas ani jednego,
by zniszczyć faszystów i zgnieść.
Na front, Brygado Dąbrowskiego,
sztandar wolności swój wznieś!
A gdy ten bój zakończymy
i będzie zniszczony wróg,
wtedy karabin zamienimy
na młot robotniczy i pług.

## Odznaczenia
Za bitwę nad rzeką Ebro w 1938 brygadę odznaczono zbiorczym Medalem Wojskowym (Medalla del Valor).
Rozkazem z 13 grudnia 1938 została ustanowiona odznaka pamiątkowa bojowników XIII Brygady Międzynarodowej. Odznaka przedstawia trójramienną gwiazdę antyfaszystowską umieszczoną na wieńcu laurowym. Na środku gwiazdy umieszczony jest popiersie gen. Jarosława Dąbrowskiego w mundurze armii francuskiej. Na górnym ramieniu gwiazdy jest umieszczony napis XIII BI (skrót od nazwy brygady w języku hiszpańskim 'XIII Brigadas Internacionales), a na dolnych daty 1936 i 1938. Pod gwiazdą umieszczona jest szarfa z napisem Za Waszą Wolność i Naszą w języku hiszpańskim (hiszp. Por Vuestra Libertad y la Nuestra).
Ustawa z 3 czerwca 1947 zaliczyła uczestników Brygad do inwalidów wojskowych uprawnionych do świadczeń określonych w ustawie z 1932.
18 października 1956 Rada Państwa PRL ustanowiła medal „Za waszą wolność i naszą” w celu uznania zasług bojowych uczestników walk w obronie Republiki Hiszpańskiej w latach 1936–1939.
XIII Brygada Międzynarodowa została 25 października 1966 odznaczona przez Radę Państwa Orderem Krzyża Grunwaldu I klasy.
W 1996, w 60. rocznicę wybuchu wojny domowej w Hiszpanii, wszyscy weterani Brygad Międzynarodowych, a więc i dąbrowszczacy, otrzymali honorowe obywatelstwo Hiszpanii.

### Dekomunizacja
Instytut Pamięci Narodowej uznał dąbrowszczaków za organizację walczącą o „budowę stalinowskiego państwa” i służącą „zbrodniczej ideologii komunistycznej” oraz wydał opinię, w myśl której należy zmienić nazwy ulic noszących imię Dąbrowszczaków. Decyzja ta spotkała się z oporem wśród części społeczeństwa.

## Obsada personalna polskiego Batalionu im. Jarosława Dąbrowskiego[a]
Dowódca batalionu:
- Stanisław Ulanowski „Bolek” (24 października – 20 listopada 1936)
- „Andre” (Francuz) (20 listopada 1936) – poległ
- Paweł Szkliniarz „Wiktor Kuźnicki” (20 listopada 1936)
- Ferdinand Kozowski „Petrow” (Bułgar) (20 – 21 listopada 1936)
- Antoni Kochanek (21 – 26 listopada 1936)
- Paweł Szkliniarz „Wiktor Kuźnicki” (26 listopada – 30 grudnia 1936)
- Antoni Kochanek (30 grudnia 1936 – 2 stycznia 1937) – poległ
- Paweł Szkliniarz „Wiktor Kuźnicki” (2 stycznia – 13 lutego 1937)
- Józef Strzelczyk „Jan Barwiński” (13 lutego – 16 kwietnia 1937)

Komisarz polityczny:
- Stanisław Matuszczak (24 października 1936 – 16 kwietnia 1937)

Adiutant batalionu:
- Tadeusz Oppman (24 października – 20 listopada 1936)
- Golender (20 listopada – 21 grudnia 1936) – poległ
- Józef Matyja (21 grudnia 1936 – 2 stycznia 1937) – poległ
- „Tonef” (2 – 24 stycznia 1937)
- Adolf Dawidowicz „Adam” (24 stycznia – 16 czerwca 1937) – poległ
- Stanisław Ulanowski „Bolek” (20 lutego – 16 kwietnia 1937)

1 kompania
Dowódca:
- Iwan Szewera „Wańka” (24 października – 16 listopada 1936)
- Franciszek Pałka (16 – 20 listopada 1936) – poległ
- Józef Jaźwiński (24 listopada 1936 – 16 kwietnia 1937)

Komisarz polityczny:
- Franciszek Pałka (24 października – 20 listopada 1936) – poległ
- Michał Jewczuk (24 listopada 1936 – 2 marca 1937)
- Andrzej Szymański (2 marca – 16 kwietnia 1937)
- Grzegorz Dzierzgowski „Grisza” (lato 1938 – 9 lutego 1939)

2 kompania
Dowódca:
- Adolf Dawidowicz „Adam” (24 października – 15 listopada 1936)
- Józef Strzelczyk „Jan Barwiński” (15 listopada 1936 – 14 stycznia 1937)

(od 15 grudnia 1936 roku nastąpiło połączenie 2 kompanii z 1 kompanią, natomiast pod numerem drugim występowała do 24 stycznia 1937 roku kompania bałkańska)
- Władysław Zjawiński (24 stycznia – 21 lutego 1937)
- Wacław Komar (21 lutego – 14 kwietnia 1937)
- Roman Kuligowski (14 – 16 kwietnia 1937)
- Komisarz polityczny:
- Mikołaj Jawny (24 października – 21 listopada 1936)
- Karol Janta (24 listopada – 15 grudnia 1936)
- „Zomeo” (Bułgar) (15 grudnia 1936 – 24 stycznia 1937)
- Andrzej Szymański (24 stycznia – 21 lutego 1937)
- Rudolf Gałecki (21 lutego – 16 kwietnia 1937)

3 kompania
Dowódca:
- Antoni Kochanek (24 października – 21 listopada 1936)

(od 24 listopada 1936 roku 3 kompania została połączona z 2 kompanią, a od 15 grudnia 1936 roku także z 1 kompanią i występowała pod tymi numerami do 20 stycznia 1937 roku)
- Wacław Komar (20 stycznia – 21 lutego 1937)

(od 21 lutego 1937 roku nastąpiło kolejne połączenie 3 kompanii z 2 kompanią i nowa kompania występowała pod numerem drugim, od 2 marca 1937 roku numer trzeci przejęła kompania bałkańska)
- Nikoł Marinow „Christow” (2 marca – 16 kwietnia 1937)
- Komisarz polityczny:
- Karol Janta (24 października – 24 listopada 1936)
- Jan Rutkowski „Szymon” (20 stycznia – 21 lutego 1937)
- Josif Baikdudch (Bułgar) (2 marca – 16 kwietnia 1937)

Kompania ciężkich karabinów maszynowych
Dowódca:
- Paweł Szkliniarz (24 października – 20 listopada 1936)
- Stanisław Wrocławski (20 listopada 1936) – poległ
- Franciszek Błażej (24 listopada 1936 – 16 kwietnia 1937)

Komisarz polityczny:
- Leon Inzelsztain (24 października – 20 listopada 1936) – poległ
- Seweryn Kirszenbaum „Sewek” (24 listopada 1936 – 2 marca 1937)
- Józef Ziółkowski (2 marca – 16 kwietnia 1937)

Kompania bałkańska
Dowódca:
- Mirkič (15 – 16 listopada 1936) – poległ
- Nikoł Marinow „Christow” (16 listopada – 15 grudnia 1936)

(od 15 grudnia 1936 roku kompania bałkańska występowała pod numerem drugim i do 24 stycznia 1937 roku dowodził nią Józef Strzelczyk „Jan Barwiński”)
- Nikoł Marinow „Christow” (24 stycznia – 16 kwietnia 1937)

(od 2 marca 1937 roku do 16 kwietnia 1937 roku kompania występowała pod numerem trzecim)
Komisarz polityczny:
- Ilisch (15 listopada – 15 grudnia 1936)
- „Zomeo” (15 grudnia 1936 – 14 stycznia 1937)
- Dudek (Jugosłowianin) (24 stycznia – 2 marca 1937)
- Josif Baikdudch (2 marca – 16 kwietnia 1937)

Kompania hiszpańska „Ambinete”
Dowódca:
- Barnabe Vera (21 lutego – 16 kwietnia 1937)
- Komisarz polityczny:
- José Lacierra (21 lutego – 2 marca 1937)
- Miguel Martinez Morales (2 marca – 16 kwietnia 1937)

## Obsada personalna XIII Brygady Międzynarodowej im. Jarosława Dąbrowskiego[b]
Dowództwo brygady:
Dowódca:

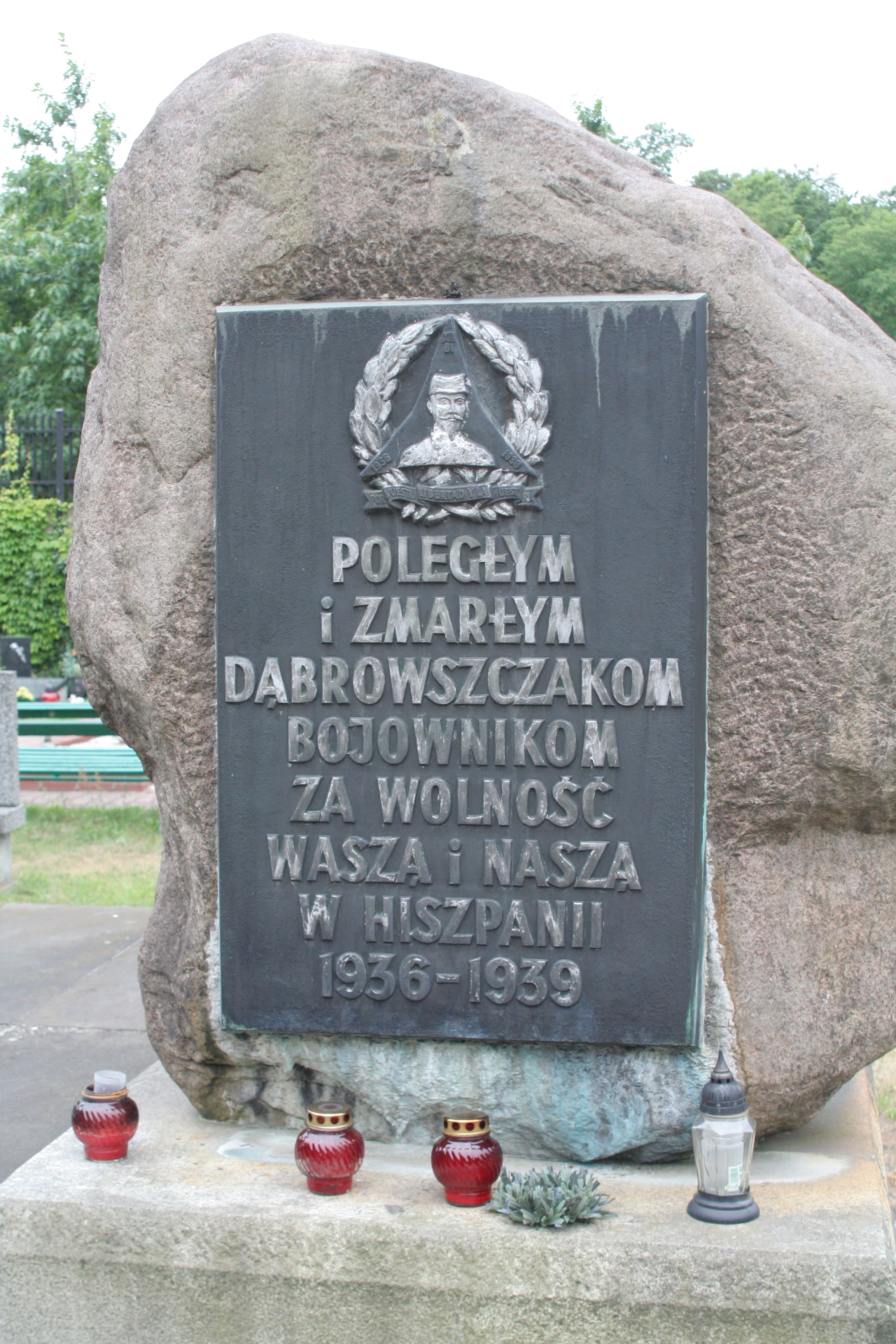
Pomnik ku czci poległym i zmarłym dąbrowszczakom na cmentarzu Wojskowym na Powązkach

- Fernando Gerasi y Mechulan (Hiszpan) (16 kwietnia – 15 lipca 1937)
- Józef Strzelczyk „Jan Barwiński” (15 lipca 1937 – 28 marca 1938)
- Michaił Chwatow „Charczenko” (Ukrainiec) (28 marca – 30 sierpnia 1938)
- Bolesław Mołojec „Edward” (30 sierpnia – 24 września 1938)

Komisarz polityczny:
- Stanisław Matuszczak (16 kwietnia – 2 sierpnia 1937)
- Tadeusz Ćwik „Władysław Stopczyk” (2 sierpnia – 15 września 1937)
- Stanisław Matuszczak (15 września 1937 – 28 marca 1938)
- Lorenzo Varela (Hiszpan) (28 marca – 24 września 1938)

Szef sztabu:
- Miraku (Albańczyk) (16 kwietnia 1937 – 28 marca 1938)
- Tadeusz Oppman (28 marca – 3 kwietnia 1938)
- Wiktor Mencel „Seweryn Mazrycer” (3 – 9 kwietnia 1938)
- Henryk Toruńczyk (9 kwietnia – 24 września 1938)

Batalion im. Jarosława Dąbrowskiego (16 kwietnia 1937 – 24 września 1938)
Batalion im. José Palafoxa (6 lipca 1937 – 24 września 1938)
Batalion im. Adama Mickiewicza (27 października 1937 – 24 września 1938)
Batalion im. Mátyása Rákosiego (25 kwietnia 1937 – 24 września 1938)
Batalion im. André Marty (16 kwietnia – 30 listopada 1937)

Dowódca:
- Emile Boursiers (16 kwietnia – 30 listopada 1937)

Komisarz polityczny:
- Armand Maniou (16 kwietnia – 30 listopada 1937)

Batalion im. Đuro Đakovicia (19 sierpnia – 2 września 1937)

Dowódca:
- Nikoł Marinow „Christow” (19 sierpnia – 2 września 1937)

Komisarz polityczny:
- nie ustalono

Batalion im. Georgi Dymitrowa (10 października – 30 listopada 1937)

## Obsada personalna XIII Brygady Międzynarodowej im. Jarosława Dąbrowskiego[c]
Dowództwo brygady:

Dowódca:
- Henryk Toruńczyk (24 – 27 stycznia 1939)
- Mihály Szálvai „Czapajew” (Węgier) (27 stycznia – 9 lutego 1939)

Komisarz polityczny:
- Roman Orłowski „Orłow” (24 stycznia – 9 lutego 1939)

Szef sztabu:
- Wiktor Mencel (24 stycznia – 9 lutego 1939)

1 batalion

Dowódca:
- István Molnár (Węgier) (24 – 27 stycznia 1939)
- Józef Mrozek (27 stycznia – 9 lutego 1939)

Komisarz polityczny:
- Ignacy Krzemień „Feurberg” (24 stycznia – 9 lutego 1939)

2 batalion

Dowódca:
- Mihály Szálvai „Czapajew” (Węgier) (24 – 27 stycznia 1939)
- István Molnár (Węgier) (27 stycznia – 9 lutego 1939)

Komisarz polityczny:
- nie ustalono